# Béla Czóbel
Dans le nom hongrois Czóbel Béla, le nom de famille précède le prénom, mais cet article utilise l’ordre habituel en français Béla Czóbel, où le prénom précède le nom.
Béla Czóbel ([ˈbeːlɒ], [ˈtsoːbɛl]), né le 4 septembre 1883 à Budapest et décédé le 30 janvier 1976 dans la même ville, est un peintre hongrois, considéré comme un des représentants de l'Avant-garde et de l'École de Paris.

## Biographie
Le père de Béla Czóbel, marchand de grains originaire de Bellus, petite ville à la frontière moravienne, s'installe à Budapest peu de temps avant la naissance de son fils. Le grand-père, peintre décorateur, oriente Béla Czobel vers une carrière artistique qu'il commence dès 1902 dans la colonie de peintres de Nagybánya en Transylvanie. L'année suivante, Czobel étudie à l'Académie des beaux-arts de Munich, il fait la connaissance de Jules Pascin, Rudolf Levy et Walter Bondy qu'il retrouvera plus tard à Montparnasse.
C’est en octobre 1903 que Czóbel va pour la première fois à Paris. Il habite l’hôtel du Danemark à Montparnasse et fréquente les cours de l'Académie Julian, alors sous la direction de Jean-Paul Laurens. Il obtient un premier prix d’étude de nu au concours de cette académie. Czóbel fait la connaissance d’Henri Matisse, prend part au mouvement Fauve et expose, aux côtés de Derain, Vlaminck, Braque et Matisse dans la salle que le Salon d'automne consacre au Fauvisme en 1905.
Il prend part aussi au Salon des indépendants (1905-1919) et expose en Hollande (1914-1918), à Berlin (1919-1925), Paris (1926-1929) et New York (1927). C’est aussi à Paris qu’il fait la connaissance des peintres compatriotes Ödön Márffy, Róbert Berény et d'autres, avec qui il fondera en 1909 le premier groupe avant-garde hongrois nommé des « Huit ». Pendant la Première Guerre mondiale, il s'installe à Bergen, petit village de Hollande.
Entre 1919 et 1925, Czóbel vit à Berlin et découvre l’expressionnisme allemand, avant de rejoindre la France en 1925. En 1940 il retourne en Hongrie et s'établit à Szentendre.